# Delhi Durbar

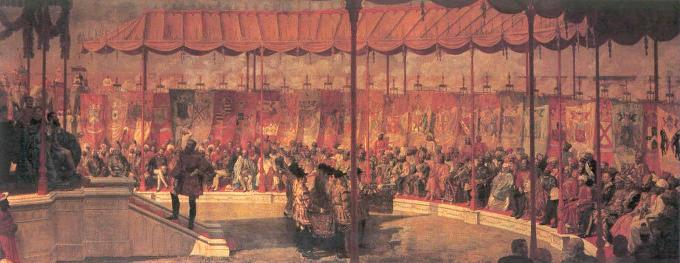
L'apertura del Delhi Durbar del 1877.

Il Delhi Durbar (in hindi: दिल्ली दर्बार, in urdu: دلّی دربار), che significa "Corte di Delhi", era un'assemblea di massa che si teneva al Coronation Park di Delhi, in India durante la quale il re e della regina del Regno Unito venivano acclamati imperatore e imperatrice d'India. Conosciuto anche col nome di Imperial Durbar, la cerimonia si tenne tre volte nella storia dell'Impero Britannico: nel 1877, nel 1903 e nel 1911. Il Durbar del 1911 fu l'unica cerimonia direttamente presenziata dal sovrano regnante, all'epoca re Giorgio V. Il termine derivava da una cerimonia simile che aveva luogo nell'Impero Moghul.

## Il Durbar del 1877
Chiamata anche "Proclamation Durbar", la cerimonia tenutasi nel 1877 venne celebrata il 1º gennaio dell'anno e indicò l'insediamento della regina Vittoria d'Inghilterra quale imperatrice d'India. Nel 1877 il Durbar fu un grande evento ufficiale ma non venne accolto a furor di popolo come quelli successivi. La cerimonia venne compiuta alla presenza di Robert Bulwer-Lytton, I conte di Lytton, viceré d'India, e di diversi maharaja, nawab e intellettuali indiani. La cerimonia segnò il culmine della potenza britannica in India ed il definitivo passaggio dei poteri al governo del Regno Unito.

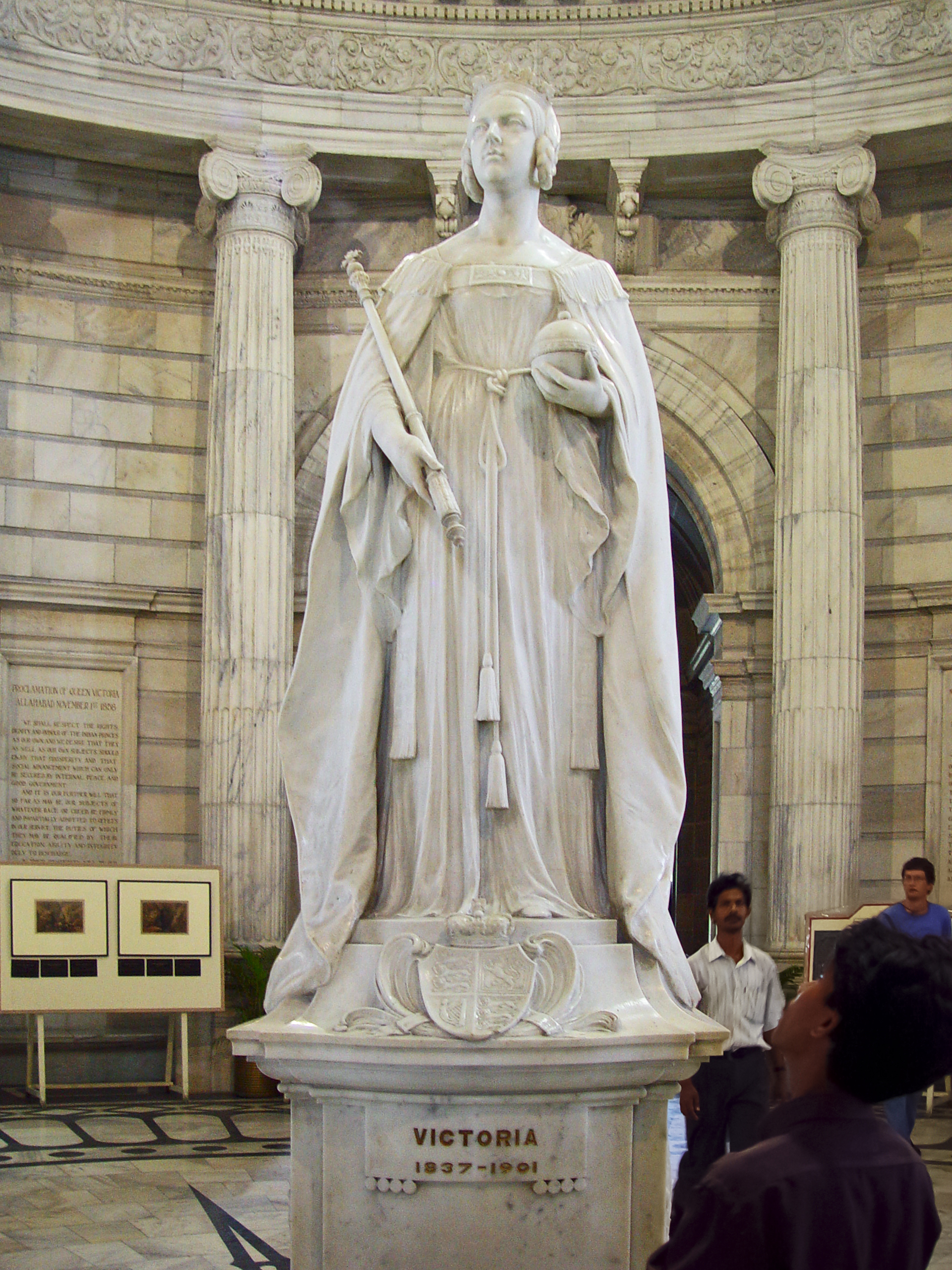
Interno del Victoria Memorial a Kolkata.

Per l'occasione venne costruito il Victoria Memorial a Kolkata, ove si trova anche un'iscrizione tratta dal messaggio che la regina Vittoria d'Inghilterra presentò al popolo indiano nel 1877:
Per l'occasione il governo britannico emise una medaglia commemorativa distribuita alle autorità militari e pubbliche intervenute alla cerimonia.
Ramanath Tagore venne nominato Maharaja da Robert Bulwer-Lytton, I conte di Lytton, viceré d'India.

## Il Durbar del 1903

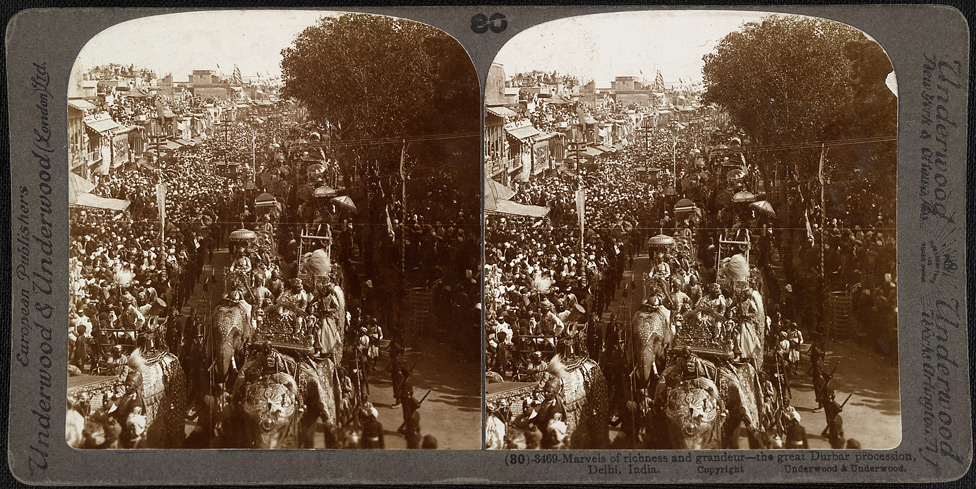
Veduta della processione del Durbar del 1903

Questo durbar si tenne per celebrare l'incoronazione di Edoardo VII e della regina Alessandra come Imperatore e Imperatrice d'India.
Le due settimane di festività che accompagnarono questo evento vennero dirette nei minimi dettagli da Lord Curzon che ebbe l'incarico di mostrare al massimo la ricchezza e la potenza degli inglesi a tal punto che né il precedente Durbar né quello che seguirà poi nel 1911 poterono eguagliare questo evento. In tempi record, negli ultimi mesi del 1902 venne completata l'elettrificazione delle città che avrebbero dovuto ospitare le celebrazioni, la costruzione di un ufficio postale, collegamenti telefonici e telegrafici, un ospedale, un tribunale, oltre a una serie di negozi, uniformi della polizia appositamente disegnate e molte altre innovazioni. Vennero anche realizzate delle guide souvenir del luogo da vendere in occasione dell'incoronazione oltre a fuochi d'artificio, balli e una medaglia come di consueto.

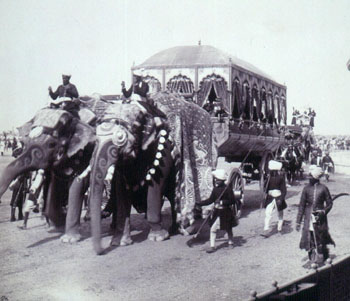
L'elefante del Maharaja di Rewa al Delhi Durbar del 1903.

Edoardo VII, con grande disappunto di Curzon, non poté presenziare alle cerimonie ma vi inviò invece suo fratello, il principe Arturo, duca di Connaught e Strathearn il quale giunse in India con uno stuolo di dignitari su un treno speciale a Bombay mentre Curzon e il suo governo lo attendevano a Calcutta. Quando i due gruppi si riunirono erano presenti tutti i principi nativi indiani oltre al comandante in capo Horatio Herbert Kitchener e una grande folla di popolo.
Il primo giorno dei festeggiamenti, i Curzon fecero il loro ingresso nell'area delle festività assieme a tutti i maharaja cavalcando degli elefanti riccamente addobbati con oro e gioielli. Per celebrare l'evento, oltre alla stampa, fu impiegato anche uno dei primi cinematografi che intervenne a registrare un famoso filmato dell'evento.
L'evento culminò nel grande ballo dell'incoronazione a cui furono invitati unicamente i più alti rappresentanti della società indiana sotto la supervisione di Lord e Lady Curzon.

## Il Durbar del 1911

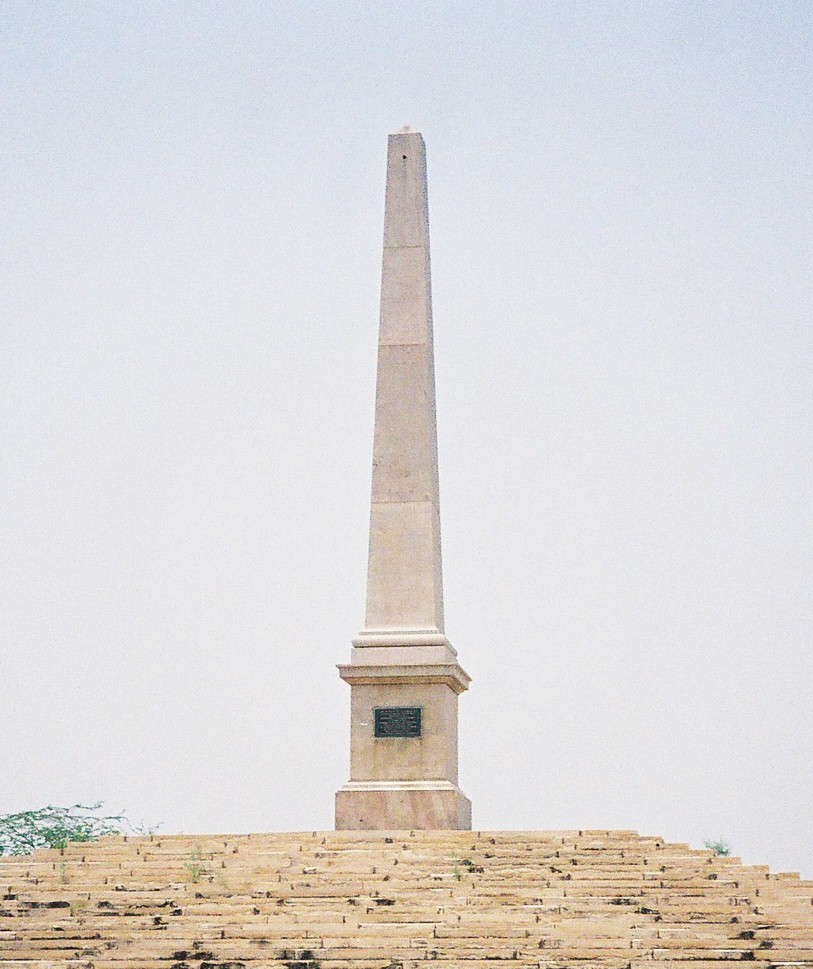
L'obelisco commemorativo al Coronation Park di Delhi, eretto nel luogo esatto ove Giorgio V e Mary di Teck presenziarono al Delhi Durbar del 1911 ufficializzando lo spostamento della capitale dell'Impero da Calcutta a Delhi.

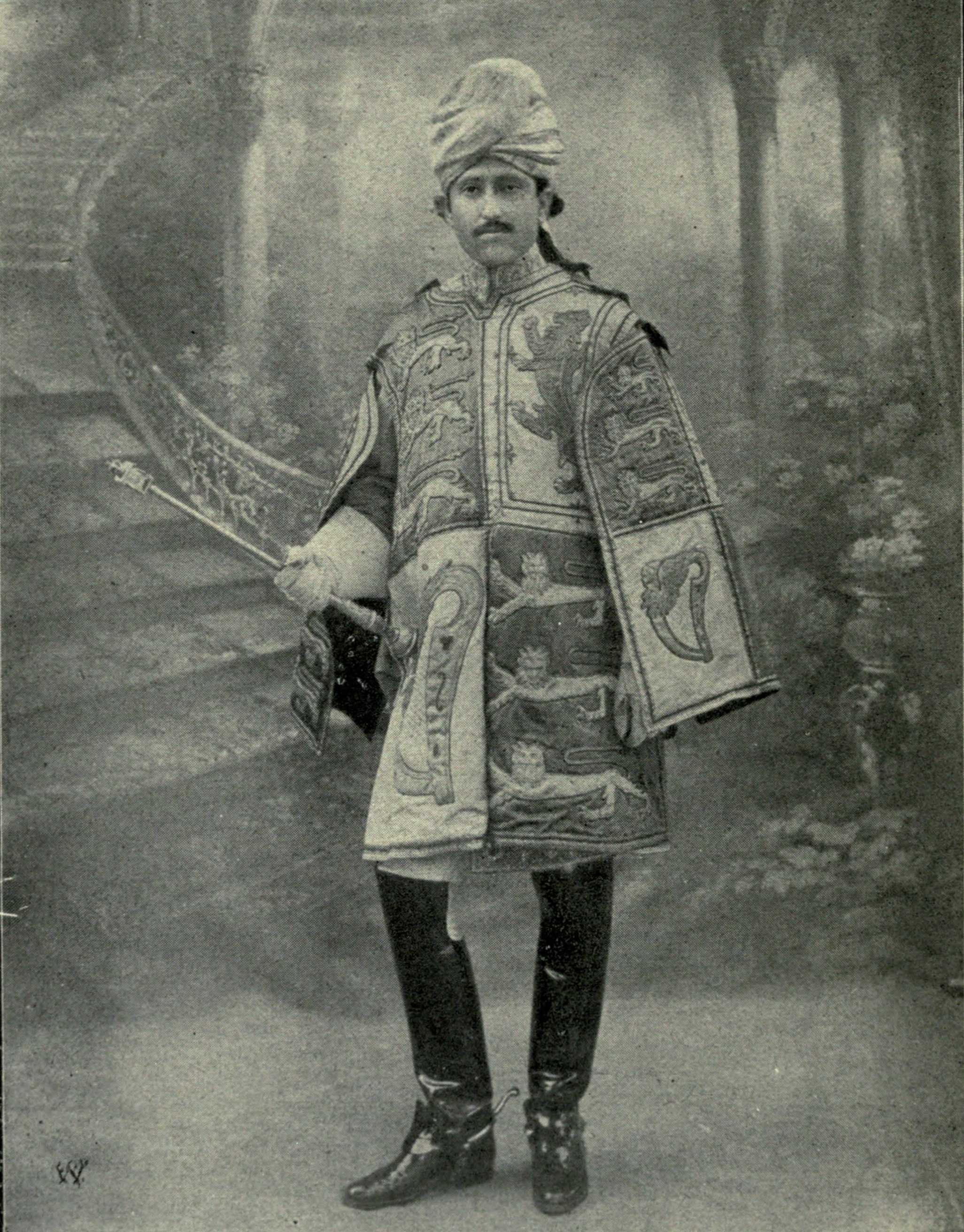
Malik Umar Hayat Khan in servizio come araldo straordinario a Delhi nel 1911.

L'evento si tenne nel dicembre del 1911 e coinvolse tutta l'aristocrazia indiana e inglese presente in India in quell'anno dato che la presenza del re fu un vero punto di svolta nella celebrazione dell'evento. Il sovrano apparve con le vesti regali e per la prima volta in pubblico con la Corona imperiale d'India, la quale era nota per essere uno degli oggetti più preziosi al mondo con i suoi circa 6000 diamanti, oltre a rubini, smeraldi e altre pietre preziose. L'apparizione dei sovrani avvenne al balcone del Forte rosso di fronte ad una folla di circa mezzo milione di persone. Per l'occasione venne realizzato un film-documentario With Our King and Queen Through India (1912) - conosciuto anche col nome di The Durbar in Delhi - che venne realizzato con un primitivo sistema a colori denominato Kinemacolor e proiettato il 2 febbraio 1912.
Per il Durbar del 1911 vennero previsti anche le figure di un araldo e del suo assistente nelle persone di William Peyton e Malik Umar Hayat Khan, ma i loro incarichi furono perlopiù cerimoniali e legati poi all'evento.
Per l'occasione la regina ricevette una tiara apposita ed un prezioso collare di smeraldi donati dalle donne della nobiltà indiana. Nel 1912 i gioiellieri Garrard & Co modificarono il collare rendendolo smontabile e utilizzabile in pezzi separati, oltre ad aggiungervi un secondo pendente di diamanti, il Cullinan VII. Il collare passò in eredità alla regina Elisabetta II del Regno Unito alla sua ascesa al trono nel 1953 e recentemente indossato da Camilla Parker-Bowles, duchessa di Cornovaglia, al ballo al quale ha incontrato la famiglia reale norvegese.
Per l'occasione vennero create circa 30.000 medaglie commemorative che vennero assegnate in prevalenza a militari oltre ad un ristretto numero di medaglie in oro assegnate ai principi indiani ed ai più alti ranghi di governo.

## La fine dei Durbar
Mentre ancora Edoardo VIII del Regno Unito stava discutendo in Inghilterra nel dicembre del 1936 circa la sua decisione di abdicare prima di qualsiasi incoronazione, già aveva l'idea di reggere le sorti delle colonie facendo incoronare suo fratello con un Delhi Durbar durante una visita programmata per il 1937 in India. Tuttavia il precipitare degli eventi e l'opposizione della compagine comunista inglese che si oppose al grande dispendio previsto a svantaggio di una popolazione in miseria, la cerimonia non ebbe luogo. Quando Giorgio VI ascese al trono, in un discorso alla radio nell'Ottobre 1937 disse "Attendo con interesse e piacere il momento in cui sarà possibile visitare il mio Impero Indiano", ma la seconda guerra mondiale glielo impedì. Con l'indipendenza dell'India 15 agosto 1947 e con la definitiva proclamazione della Repubblica indiana (1950) il Delhi Durbar decadde definitivamente.